# Milan (Nuevo Hampshire)
Milan es un pueblo ubicado en el condado de Coös en el estado estadounidense de Nuevo Hampshire. En el Censo de 2010 tenía una población de 1.337 habitantes y una densidad poblacional de 8 personas por km².

## Geografía
Milan se encuentra ubicado en las coordenadas 44°33′14″N 71°13′6″O / 44.55389, -71.21833. Según la Oficina del Censo de los Estados Unidos, Milan tiene una superficie total de 167.21 km², de la cual 165.25 km² corresponden a tierra firme y (1.17%) 1.96 km² es agua.

## Demografía
Según el censo de 2010, había 1.337 personas residiendo en Milan. La densidad de población era de 8 hab./km². De los 1.337 habitantes, Milan estaba compuesto por el 98.8% blancos, el 0.07% eran afroamericanos, el 0.45% eran amerindios, el 0.15% eran asiáticos, el 0% eran isleños del Pacífico, el 0.07% eran de otras razas y el 0.45% pertenecían a dos o más razas. Del total de la población el 0.52% eran hispanos o latinos de cualquier raza.